# 罗芒日
罗芒日（法語：Romange，法語發音：[ʁɔmɑ̃ʒ]）是法国汝拉省的一个市镇，属于多勒区。

## 地理
罗芒日（47°9'32"N, 5°36'5"E）面积5.49 平方千米，位于法国勃艮第-弗朗什-孔泰大區汝拉省，该省份为法国东部内陆省份，北起上索恩省，西北接科多尔省，西临索恩-卢瓦尔省，南至安省，东与杜省和瑞士接壤。
与罗芒日接壤的市镇（或旧市镇、城区）包括：马朗日、阿芒日、欧德朗日、拉旺若、拉旺莱多勒、弗里扬日。

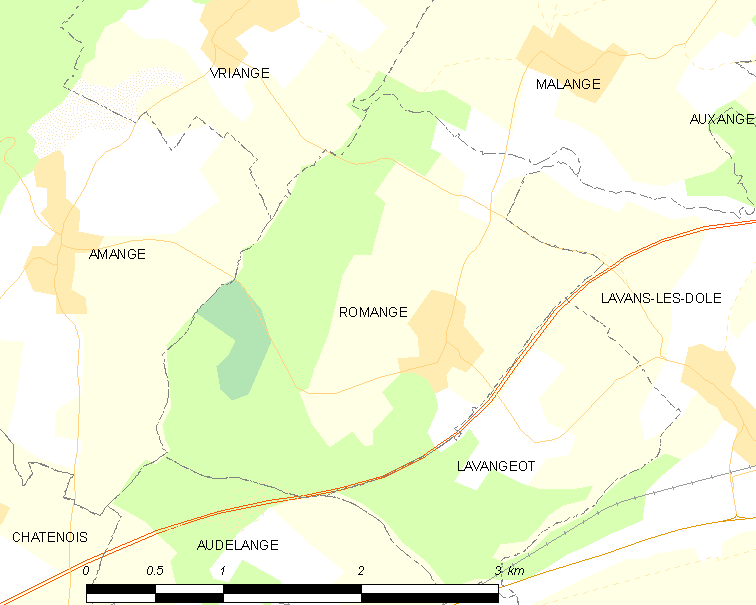
罗芒日的OSM定位图

罗芒日的时区为UTC+01:00、UTC+02:00（夏令时）。

## 行政
罗芒日的邮政编码为39700，INSEE市镇编码为39465。

## 政治
罗芒日所属的省级选区为欧蒂姆县。

## 人口

1962-2008年间罗芒日人口变化图示

罗芒日于2022年1月1日时的人口数量为214人。